# Kobayakawa Hideaki
Kobayakawa Hideaki (小早川秀秋?   1577 – 1 de diciembre de 1602) fue un samurái y daimyō japonés del período Sengoku de la historia de Japón. Fue el quinto hijo de Kinoshita Iesada y sobrino de Toyotomi Hideyoshi.

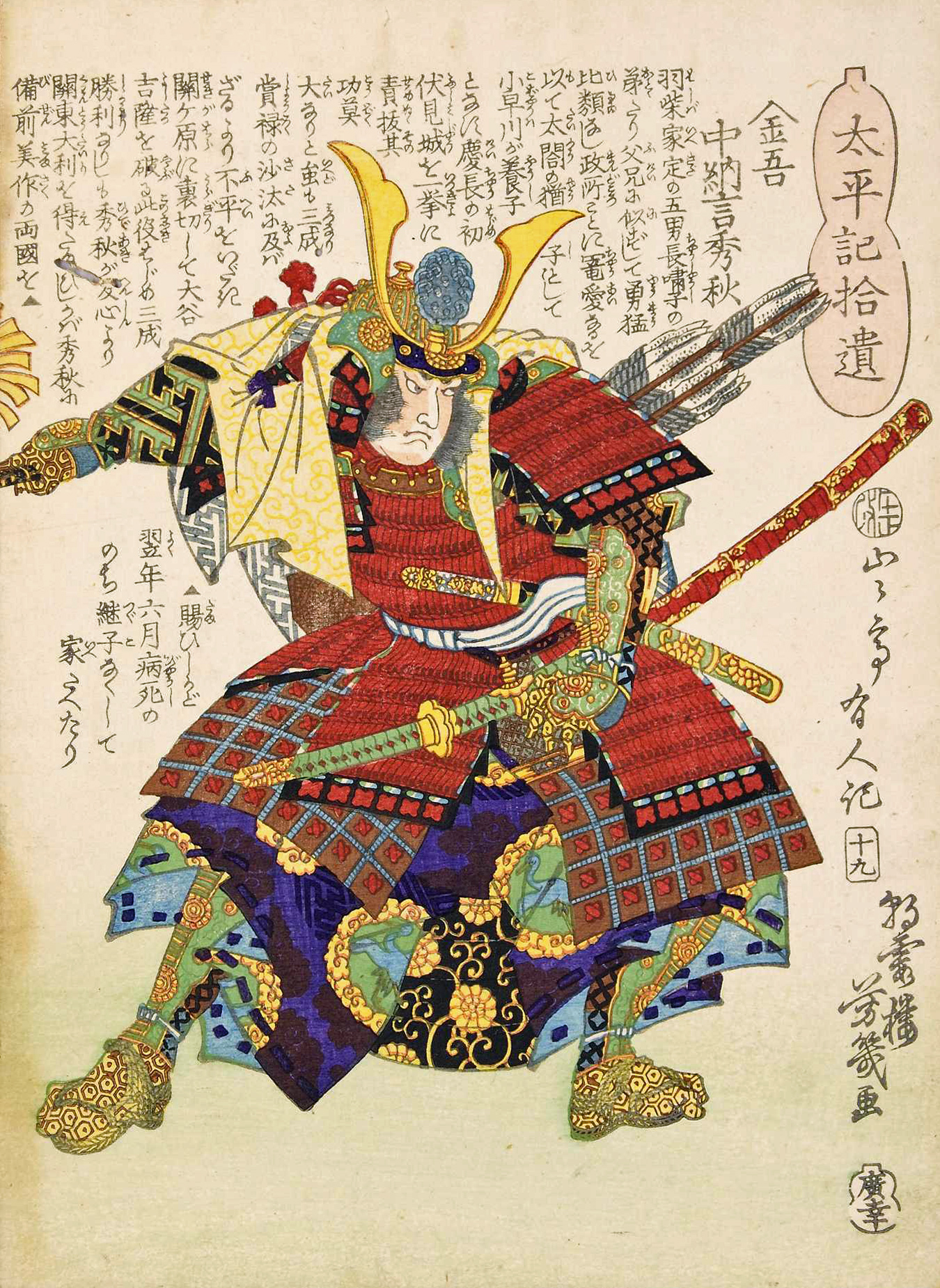
Ukiyo-e de Kobayakawa Hideaki

Fue adoptado por Hideyoshi por lo que se llamó a sí mismo Hashiba Hidetoshi (羽柴秀俊?) y Shusen (秀栓?). Fue adoptado más tarde también por Kobayakawa Takakage por lo que se renombró a Hideaki.
Durante la Batalla de Keicho, comandó los refuerzos para rescatar el Castillo de Ulsan del ejército Ming. Luchando en el frente de batalla con una lanza, pudo capturar un comandante enemigo y rompió exitosamente el asedio. Hideyoshi consideró que Hideaki era un general imprudente por lo que lo privó de su dominio en la Provincia de Chikugo después de que las tropas regresaron de las campañas en Corea. Hideaki, enfurecido con esta acción, creyó que Ishida Mitsunari estaba detrás de esta decisión por lo que nunca lo perdonó ni olvidó este acontecimiento.
Antes de la Batalla de Sekigahara, Hideaki se encontraba en Osaka y actuó como si fuera a tomar partido por Mitsunari cuando sus verdaderas intenciones era de traicionarlo manteniendo comunicación secreta con Tokugawa Ieyasu. Mitsunari y Otani Yoshitsugu, sabiendo de los sentimientos que guardaba, le ofrecieron el puesto de kampaku hasta que Toyotomi Hideyori tuviera la edad suficiente para gobernar por sí solo además de un par de dominios adicionales en los alrededores de Osaka después de la victoria. El día de la batalla, las fuerzas de Ieyasu no tenían alguna ventaja clara, las tropas de Ukita Hideie tenían ventaja sobre las de Fukushima Masanori, Otani Yoshitsugu también la tenía sobre las tropas de Tōdō Takatora. Hideaki no había hecho ningún movimiento hasta ahora y Tokugawa ordenó que les atacaran para forzar la traición. Hideaki entonces ordenó que atacaran a las tropas de Otani y aunque al principio su ataque fue repelido, el resto de los samurái que habían prometido traicionar a Ishida actuaron por lo que la batalla terminó en menos de un día y las tropas de Mitsunari fueron liquidadas.
Después de esta batalla, tuvo éxito durante el Asedio de Sawayama defendido por el padre de Mitsunari, Ishida Masatsugu por lo que ganó la Provincia de Bizen y la de Mimasaka con un total de 550,000 koku. 
Hideaki murió súbitamente dos años después y sin un heredero, por lo que el clan Kobayakawa se dispersó.